# Saint-Pierre-du-Champ
Saint-Pierre-du-Champ település Franciaországban, Haute-Loire megyében. Lakosainak száma 555 fő (2022. január 1.). Saint-Pierre-du-Champ Bellevue-la-Montagne, Chomelix, Roche-en-Régnier, Saint-André-de-Chalencon, Saint-Georges-Lagricol, Saint-Julien-d’Ance és Vorey községekkel határos.

## Népesség
A település népessége az elmúlt években az alábbi módon változott:
| Lakosok száma | 715  | 541  | 520  | 504  | 510  | 506  | 530  | 542  | 544  | 555  |
|               | 1968 | 1982 | 1990 | 2006 | 2013 | 2015 | 2017 | 2019 | 2020 | 2022 |